# Седльце (гмина)
Седльце (пол. Siedlce) — сельская гмина (волость) в Польше, входит как административная единица в Седлецкий повет, Мазовецкое воеводство. Население — 15 622 человека (на 2004 год).

## Демография
Данные по переписи 2004 года:
| Перепись                       | Всего   | Всего | Женщины | Женщины | Мужчины | Мужчины |
| ------------------------------ | ------- | ----- | ------- | ------- | ------- | ------- |
| Единицы                        | человек | %     | человек | %       | человек | %       |
| Население                      | 15 622  | 100   | 7777    | 49,8    | 7845    | 50,2    |
| Плотность населения (чел./км²) | 110,4   | 110,4 | 54,9    | 54,9    | 55,4    | 55,4    |

## Поселения
1. Бялки
2. Бель
3. Блогощ
4. Ходув
5. Голице
6. Голице-Колёня
7. Грабянув
8. Грубале
9. Ягодня
10. Йоахимув
11. Нове-Игане
12. Нове-Ополе
13. Ополе-Сверчина
14. Осины
15. Острувек
16. Прушин
17. Прушинек
18. Прушин-Пеньки
19. Пустки
20. Пужец
21. Раковец
22. Старе-Игане
23. Старе-Ополе
24. Сток-Ляцки-Фольварк
25. Сток-Ляцки
26. Стшала
27. Топурек
28. Уйжанув
29. Волыньце
30. Волыньце-Колёня
31. Вулька-Лесьна
32. Жабоклики
33. Жабоклики-Колёня
34. Желькув-Колёня
35. Жытня

## Соседние гмины
1. Гмина Котунь
2. Гмина Мокободы
3. Гмина Морды
4. Седльце
5. Гмина Скужец
6. Гмина Сухожебры
7. Гмина Виснев
8. Гмина Збучин